# مسرحية

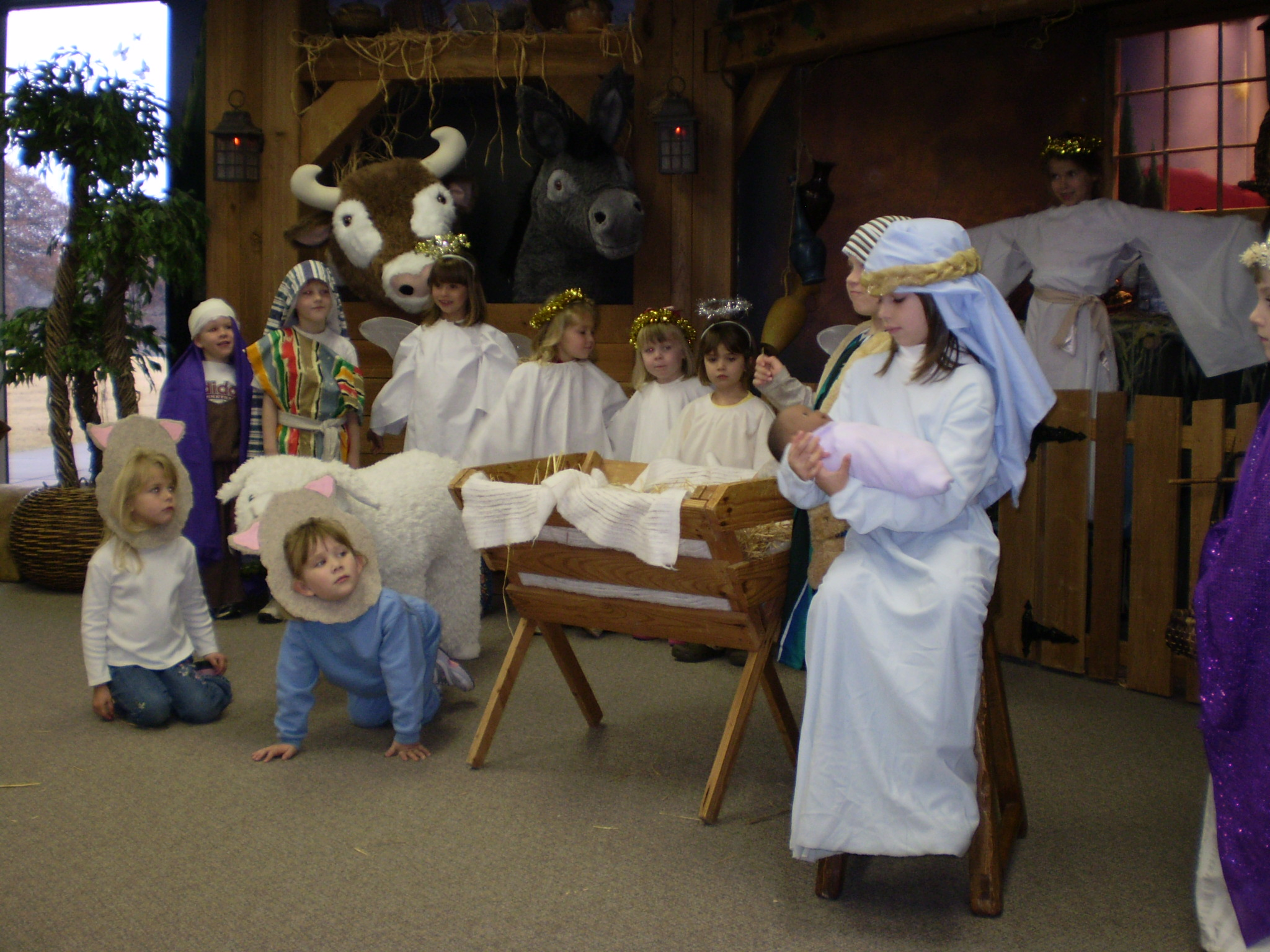
أطفال يؤدون مسرحية عيد الميلاد تصور المهد

المسرحية (بالإنجليزية: play)‏ هي شكل من الأدب الذي يكتبه الكاتب المسرحي، وعادة ما يتكون من حوار أو غناء بين الشخصيات، ويكون النص مخصصًا للأداء المسرحي بدلاً من مجرد القراءة. يتم تقديم المسرحيات على مستويات مختلفة، من مسارح وست اند في لندن و مسرح برودواي في نيويورك - والتي تعد أعلى مستوى من المسرح التجاري في العالم الناطق باللغة الإنجليزية - إلى المسرح الإقليمي، إلى المسرح المجتمعي، وكذلك مسرح الجامعة أو المدرسة. هناك مسرحيون مشهورون، مثل جورج برنارد شو، الذين لم يكونوا ليًذكروا لولا مسرحياتهم التي تم تمثيلها. يمكن أن يشير المصطلح "play" إلى كل من النصوص المكتوبة للكتاب المسرحيين وإلى أدائهم المسرحي الكامل.

## التنوع الأدبي
هناك أنواع مختلفة من الدراما، سيتم مناقشة الكثير منها في هذه المقالة.

رمز المسرح

### الكوميديا
الكوميديا هي مسرحيات مصممة لتكون مضحكة. غالبًا ما تمتلئ الكوميديا بتصريحات مضحكة وشخصيات غير عادية وظروف غريبة. بعض الأعمال الكوميدية موجهة نحو فئات عمرية مختلفة. كانت الكوميديا واحدة من نوعي المسرحيات الأصليين في اليونان القديمة، إلى جانب الدراما. مثال على الكوميديا مسرحية وليام شكسبير حلم ليلة منتصف الصيف، أو على سبيل المثال ساترداي نايت لايف.

#### الهزلي
النوع الهزلي من المسرحيات غالبًا ما ينطوي على فكاهة. مثال على مسرحية هزلية كوميديا الأخطاء من تأليف وليام شكسبير، أو مسرحية مارك توين هل هو ميت؟.

#### الساخرة
قد تكون المسرحية ساخرة، وتتخذ من الهجاء بنظرة هزلية وسيلة لعرض الأحداث الجارية، وفي الوقت نفسه قد تحاول المسرحية الساخرة تقديم معنى سياسي أو اجتماعي، فمثلا قد تشير إلى الفساد. ومثال على ذلك ما كتبه نيكولاي غوغول في مسرحية المفتش العام وما كتبه أريستوفان في مسرحية " ليسستراتي". تُعد المسرحيات الساخرة عمومًا واحدة من أكثر أشكال الكوميديا شيوعًا، وغالبًا ما تُعتبر نوعًا خاصًا منها.

### المأساة (تراجيديا)
تحتوي هذه المسرحيات على مواضيع مأساوية مثل الموت والكوارث. غالبًا ما يكون لبطل المسرحية عيبًا مأساويًا، وهي سمة تؤدي إلى سقوطهم. المسرحيات المأساوية تعبر عن كل المشاعر وتواجه صراعات مثيرة للغاية. كانت المأساة واحدة من نوعي المسرحيات الأصليين في اليونان القديمة. ومثال ذلك مسرحية هاملت لوليام شكسبير، وكذلك ما كتبه جون ويبستر في مسرحية دوقة مالفي.

### التاريخية

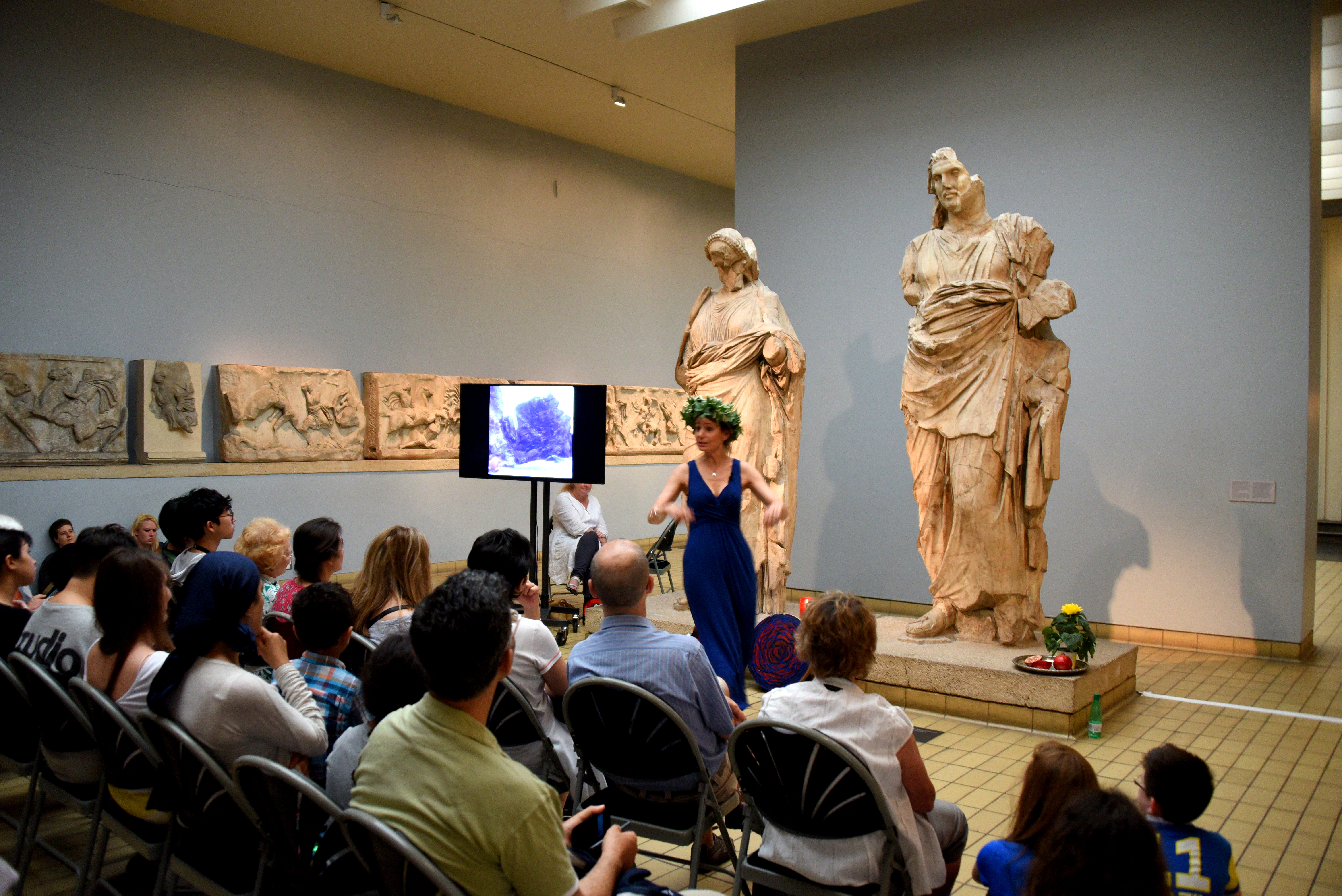
ممثلة تؤدي مسرحية أمام تمثالين من الضريح في هاليكارناسوس. غرفة 21 ، المتحف البريطاني ، لندن

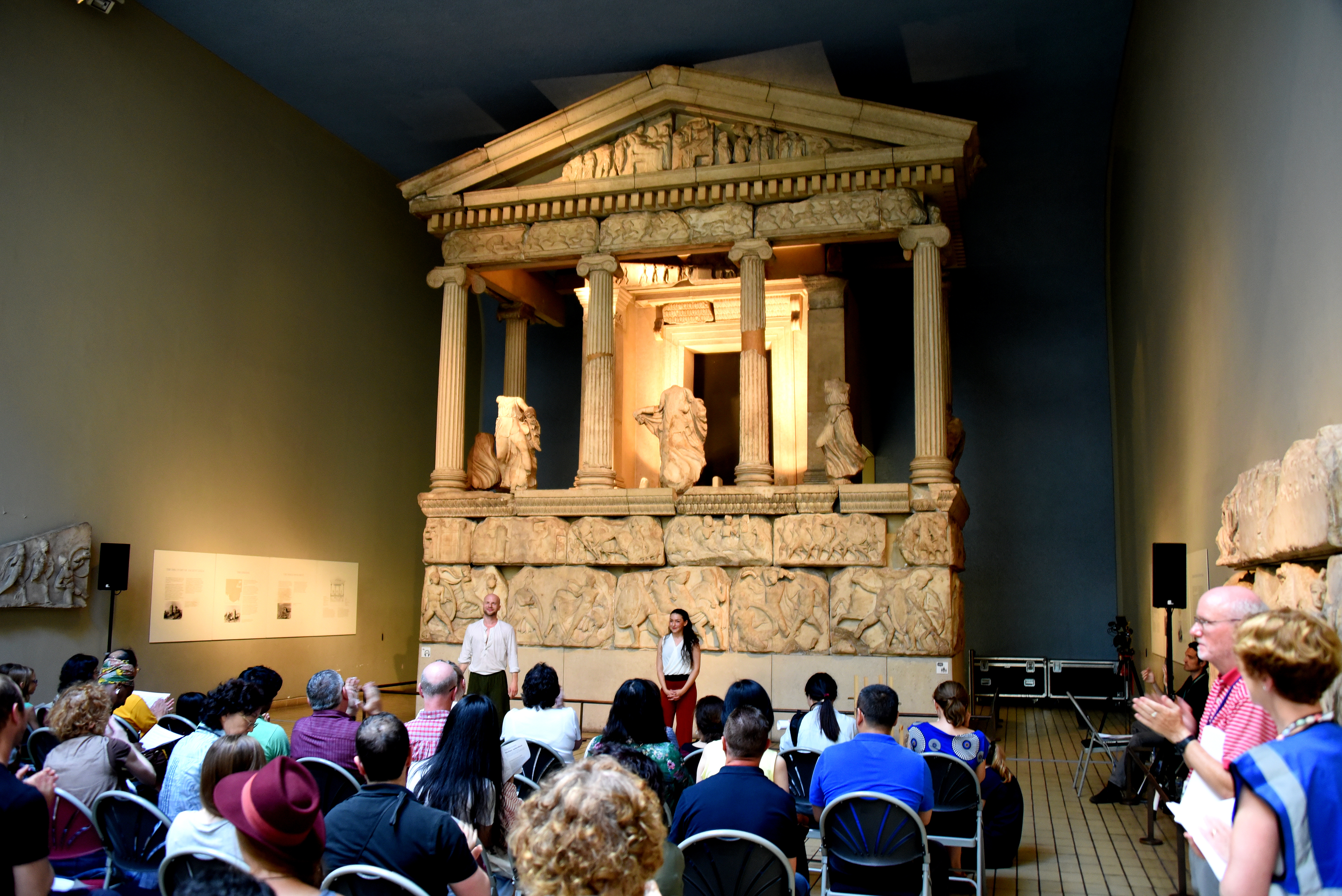
ممثل وممثلة يؤديان مسرحية أمام نصب نيريد ، الغرفة 17 ، المتحف البريطاني ، لندن

هذه المسرحيات تركز على الأحداث التاريخية الفعلية. يمكن أن تكون مآسي أو كوميديا، ولكن في كثير من الأحيان ليست هذه. صاغ ويليام شكسبير المسرحيات التاريخية كنوع منفصل. ومن الأمثلة على المسرحيات التاريخية مسرحية ديميتريوس للكاتب فريدريك شيلر ومسرحية الملك جون لشكسبير.

### المسرح الموسيقي
كانت أوبرا بالاد (Ballad opera)، أسلوب المسرح الشعبي هي أول نمط موسيقي يتم تقديمه في المستعمرات الأمريكية. تم عرض أول مسرحية موسيقية من أصل أمريكي في فيلادلفيا في عام 1767، وكان يطلق عليها «خيبة الأمل» (The Disappointment)، ولكن هذه المسرحية لم تصل إلى مرحلة الإنتاج.
ظهر المسرح الموسيقي الغربي الحديث في العصر الفيكتوري، مع العديد من العناصر الهيكلية التي أنشأتها أعمال جيلبرت وسوليفان في بريطانيا وأعمال هاريجان وهارت في أمريكا. في حوالي العشرينيات من القرن الماضي، كانت أنماط المسرح قد تم تحديدها بشكل أكثر وضوحًا. بالنسبة للمسرح الموسيقي، يقوم الملحنون بإنشاء كل أغنية في المسرحية. عندما جاء الكساد العظيم، غادر العديد من الناس مسرح برودواي إلى هوليوود، وتغيرت الأجواء الموسيقية في برودواي بشكل كبير. وقد حدث موقف مماثل خلال الستينيات من القرن الماضي، عندما كان الملحنون نادرون وكانت المسرحيات الموسيقية تفتقر إلى القيمة الحيوية والترفيهية.
بحلول التسعينيات، كان هناك عدد قليل جدًا من المسرحيات الموسيقية الأصلية في برودواي، مقارنة بالعديد من العروض الترفيهية للأفلام أو الروايات.
يستخدم الإنتاج الموسيقي أغنيات للمساعدة في شرح القصة ونقل أفكار المسرحية. وعادة ما تكون مصحوبة بالرقص. عادة ما تكون المسرحيات الموسيقية متقنة للغاية في الإعدادات وعروض الممثل. من أمثلة المسرحيات الموسيقية Wicked و Fiddler on the Roof .